# L'Affaire Sacha Guitry
L'Affaire Sacha Guitry est un téléfilm français réalisé par Fabrice Cazeneuve et diffusé en 2007 sur France 3. Il est notamment inspiré de 60 jours de prison, récit par Sacha Guitry des deux mois d'épreuves qu'il a subies lors de l'épuration à la Libération en France.

## Fiche technique
- Réalisation : Fabrice Cazeneuve
- Scénario : Lorraine Lévy
- Photographie : Pierre Novion
- Musique : Manuel Peskine
- Date de diffusion : 24 juillet 2007 sur France 3
- Durée : 90 minutes
- Genre : Drame

## Distribution
- Jean-François Balmer : Sacha Guitry
- Gérard Lartigau : Taittinger
- Marie Desgranges : la sœur
- Bernard Alane : Me Delzons
- Vincent Rottiers : Jean
- Bernard Waver : Willemetz
- Olivier Claverie : Me Chresteil
- Pierre Laroche : Carcopino
- Nathalie Villeneuve : Arletty
- Bernard Nissile : Berthelot
- Jean-Claude Durand : Lépinard
- Francis Leplay : Juge Angéras
- Philippe Duclos : Juge Raoult
- Elisabeth Macocco : Mme Choisel